# Подлежащее
Подлежа́щее (калька лат. subjectum, греч. τὸ ὑποκείμενον) в синтаксисе — главный член предложения, который обозначает предмет, действие которого выражается сказуемым. При синтаксическом разборе предложения подлежащее подчёркивается одной чертой.

## Части речи
В русском языке подлежащее может быть выражено любыми частями речи:
- Именем существительным (всегда в именительном падеже): Паро́м подошёл к причалу.
- различными частями речи, перешедшими в имя существительное:
  - Именем прилагательным, перешедшим в имя существительное: Гостиная выглядела прекрасно.
  - Причастием, перешедшим в имя существительное: Учащиеся прошли в музей.
  - Наречием, перешедшим в имя существительное: Завтра сегодня будет вчера.

- местоимением:
  - личными местоимениями: Он посмотрел направо, затем налево.
  - вопросительными местоимениями: Кто не успел, тот опоздал.
  - относительными местоимениями: Не слышно, что шумит.
  - неопределёнными местоимениями: Жил некто человек безродный, одинокий.
  - отрицательными местоимениями: Никто этого не знает.
- именем числительным:
  - количественным: Семеро одного не ждут.
  - порядковым: Третий оказался другим.
- неопределённой формой глагола (независимый инфинитив): Ходить ночью по горам опасно.

- лексически или синтаксически неразложимым словосочетанием:
  - составным географическим наименованием: Северный Ледовитый океан.
  - названием учреждения: Министерство образования.
  - устойчивым словосочетанием: железная дорога, сельское хозяйство.
  - крылатым выражением: сизифов труд, филькина грамота.
  - именем существительным, выражающим количество, + существительным в родительном падеже: множество народа, ряд лиц, часть приезжих .
  - именем числительным или местоимением сколько, несколько, столько + существительным в родительном падеже:  две березы, несколько зданий, много птиц .
Если обозначается приблизительное количество с использованием слов больше, меньше, около  и т. п., подлежащее выражается словосочетанием без именительного падежа: свыше шестисот голов, около семи человек.
  - именами прилагательным, числительным или местоимением в именительном падеже + из + существительным или местоимением в родительном падеже: лучший из учеников
  - неопределённым местоимением + именем прилагательным: что-то родное, нечто загадочное.
  - именем существительным (или личное местоимение) в именительном падеже + с + именем существительным в творительном падеже: мы с бабушкой.
  - предикативной конструкцией. «Поздравляю. Хочу тебя видеть. Может быть, осенью приеду» не вызвало в нём никакой радости.
- любым словом, приводящимся, как пример: Бы — модальная частица. Делая — деепричастие.